# Haus Lotter
Haus Lotter ist eines der ältesten Winzerhäuser der Lößnitz, es steht im Radebeuler Stadtteil Niederlößnitz in der Winzerstraße 83 (der historischen Hausgaß). Es ist benannt nach dem Uhrmacher Alfred Lotter, der sich 1925/26 unter Beratung durch den Landesverein Sächsischer Heimatschutz dort seine Werkstatt einrichtete und betrieb.

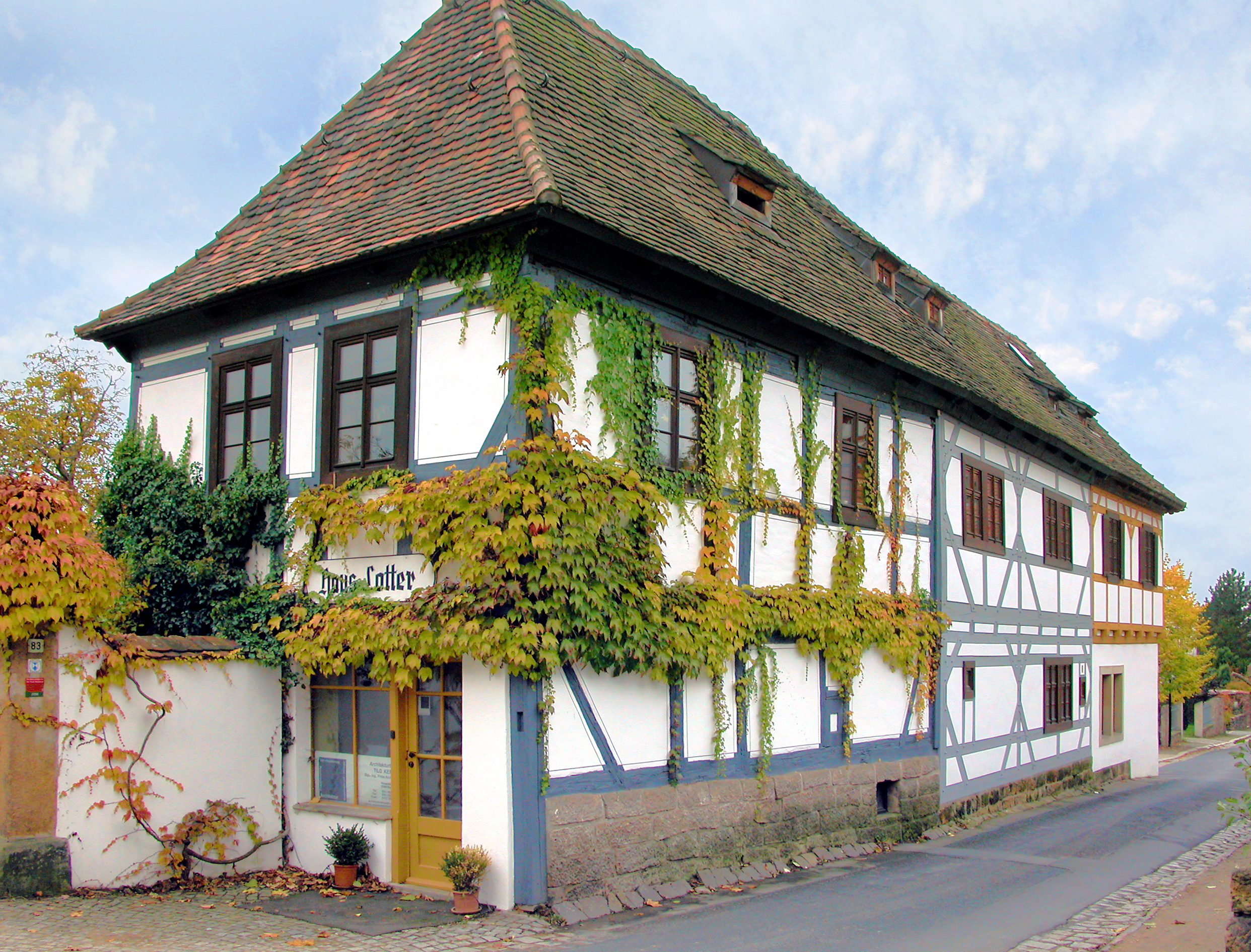
Haus Lotter (von Osten, 2009)

## Beschreibung

Haus Lotter (von Südosten, um 1900). Im hinteren Teil noch ohne den geöffneten und erneuerten Laubenaufgang. Im Hintergrund auf dem Berg das Mätressenschlösschen.

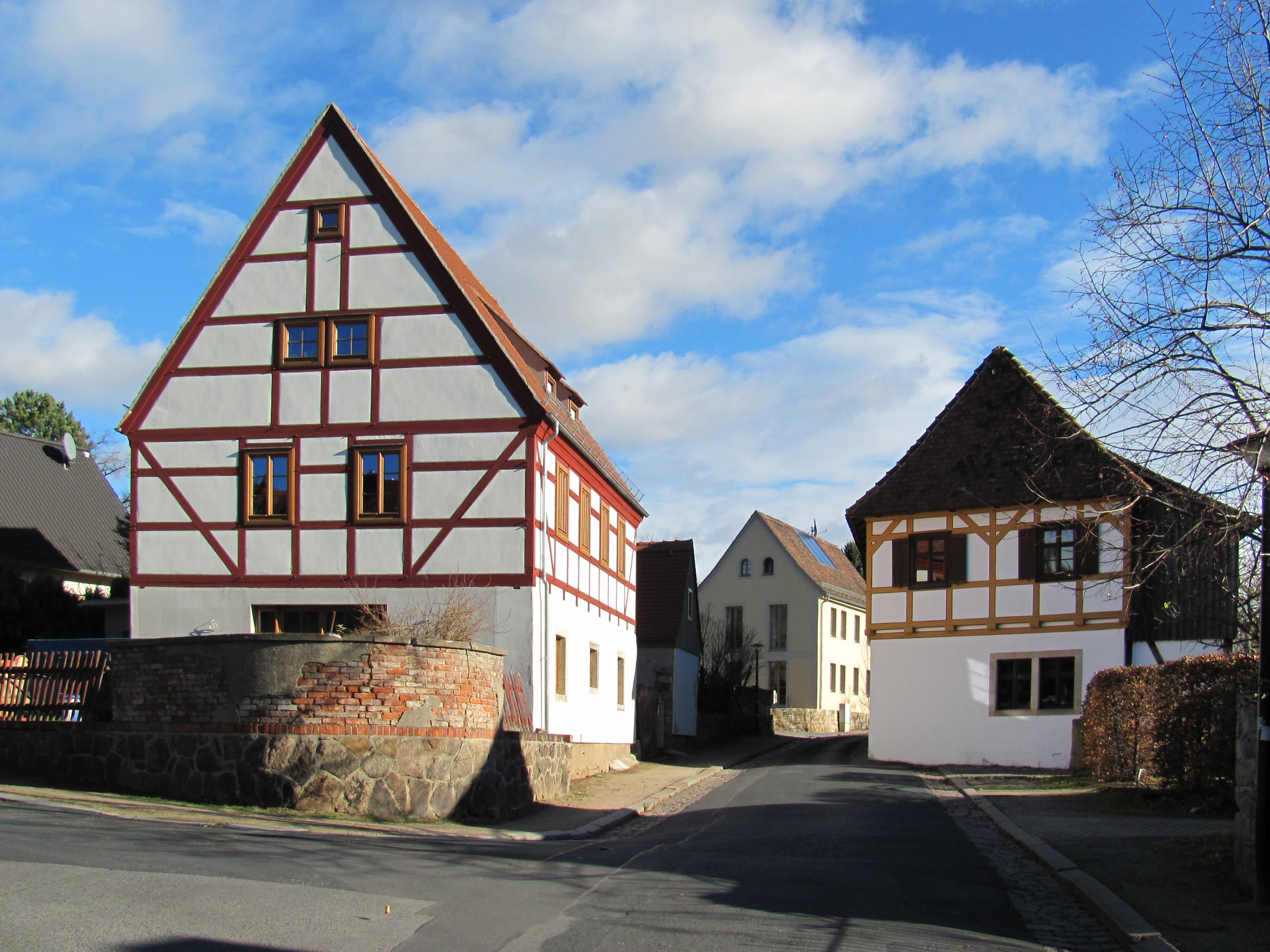
Haus Lotter (re., von Westen), ganz rechts ist der Laubengang zu sehen. Winzerhaus Beuhnsches Gut (li.), Haus Richter (mittig)

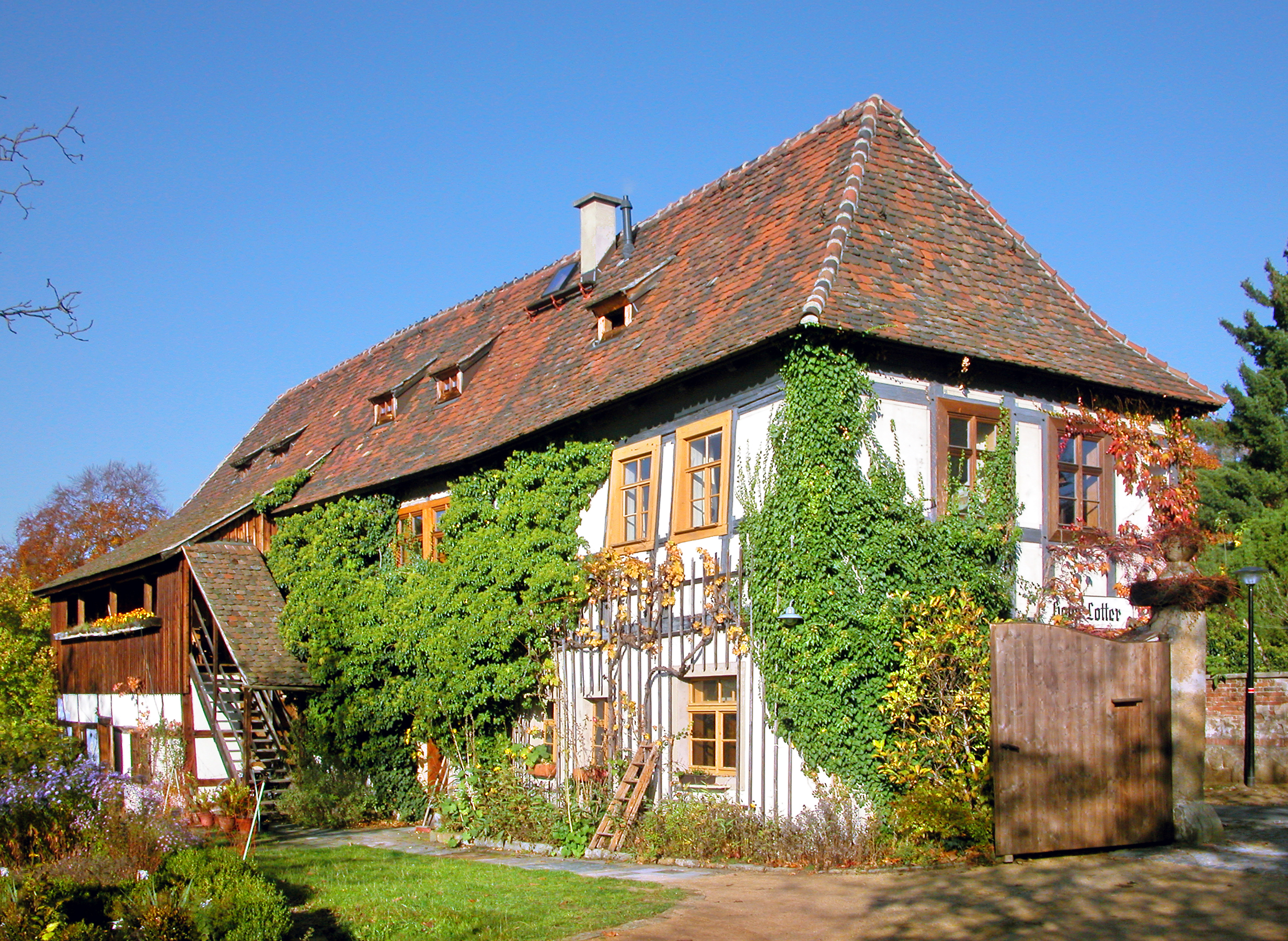
Haus Lotter (2008)

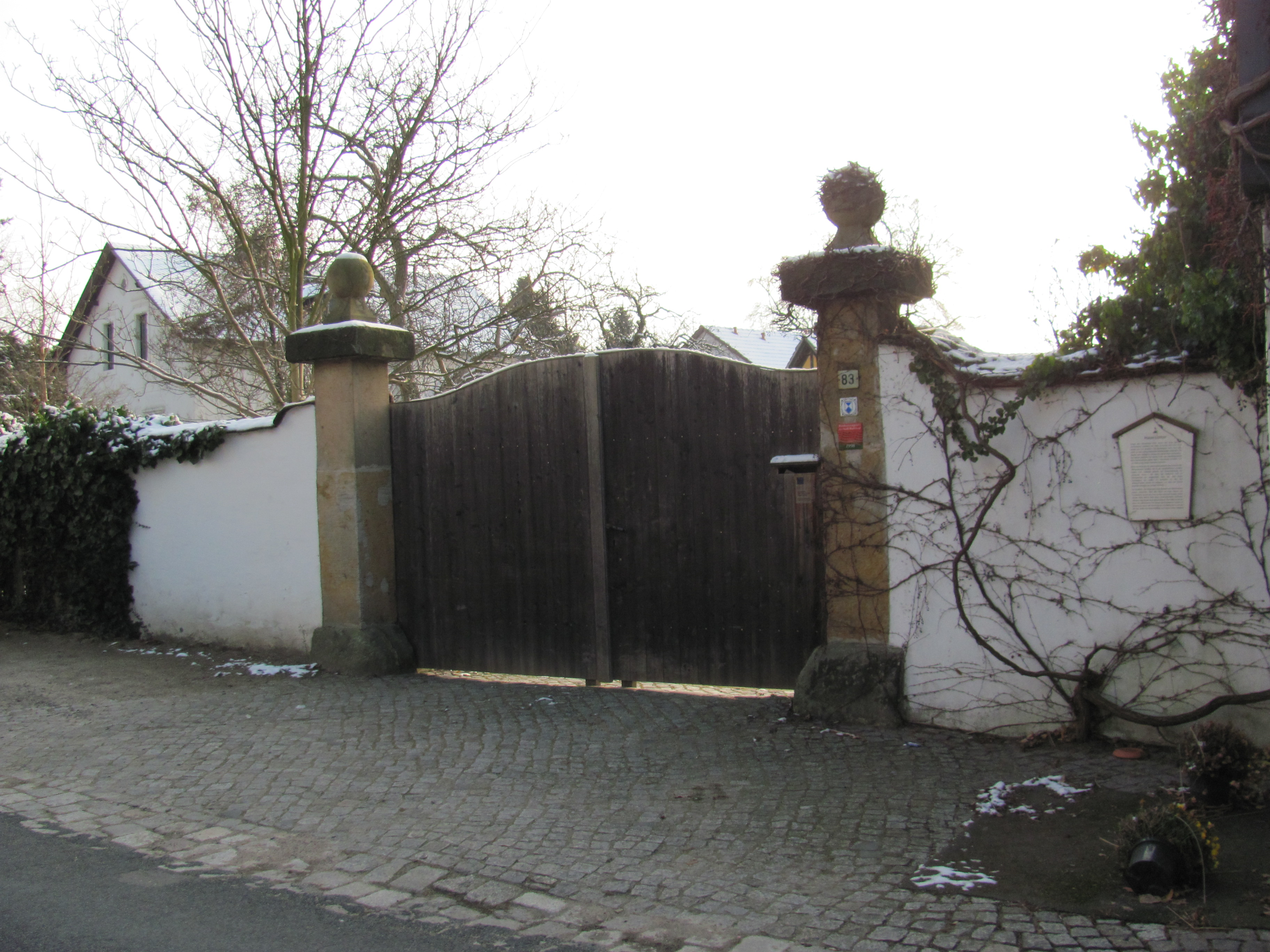
Lottersche Toranlage. Im Hintergrund die Villa Käthe-Kollwitz-Straße 26

Das mitsamt Toreinfahrt und Einfriedung denkmalgeschützte Fachwerkhaus, als charakteristisches Beispiel seiner Art auch im Dehio aufgeführt, gliedert sich in drei aneinandergesetzte Baukörper unter einem gemeinsamen Walmdach. Dieses war ursprünglich mit Holzschindeln gedeckt, die heute durch Biberschwänze ersetzt sind. Der östliche, an der Toreinfahrt liegende, Bau wurde etwa 1580 erbaut, er ist auf der Karte von Matthias Oeder zur Ersten Kursächsischen Landesaufnahme verzeichnet. Er hat durch beide Geschosse gehende Ständer, Fachwerk im Erdgeschoss jedoch nur auf der Straßenseite.
Die beiden folgenden, jüngeren Bauabschnitte sind durch einen Knick in der Grundrisslinie zu erkennen. Der mittlere Gebäudeteil wurde durch dendrochronologische Untersuchung der Balken auf das Fälljahr der Bäume 1614 festgelegt, er zeigt typische Ständerverbindungen im Bund von Fuß- und Kopfstreben, während im linken älteren Teil nur Fußstreben und im jüngeren rechten Teil nur Kopfstreben zu sehen sind. Der daran anschließende jüngste Teil kam wohl um das Jahr 1700 hinzu. Bemalungsreste unter anderem im Winzersaal, dem über die gesamte Hausbreite gehenden Festsaal im Obergeschoss, lassen sich auf die Jahre 1650 (nach dem Waffenstillstand von Kötzschenbroda) beziehungsweise 1710 eingrenzen.
An der Südseite (Hofseite) steht ein größtenteils erneuerter Laubengang mit überdeckter Treppe zur Erschließung des Obergeschosses. Dies war ursprünglich der einzige Zugang zum Obergeschoss, in jüngerer Zeit kam jedoch eine innere Erschließungstreppe hinzu. Im Erdgeschoss war eine Weinpresse aufgestellt, daneben gab es eine Schwarzküche.
Die Farbgebung des dreiteiligen Gebäudes lehnt sich jeweils an die älteste nachweisbare Farbfassung an. Somit sind die schwarzgrauen Balken des ältesten, östlichen Baukörpers von einem schwarzen Begleitstrich umgeben, während die Balken des mittleren Teils einen helleren Grauton haben. Der jüngste Teil im Westen zeigt gelb gestrichene Balken mit einem roten Begleitstrich.
Zusammen mit der ornamentalen Ausmalung im Innern ist der aus drei Bauphasen stammende Baukörper ein „wichtiges Zeugnis für den jahrhundertelangen Weinbau in der Lößnitz“.

## Geschichte

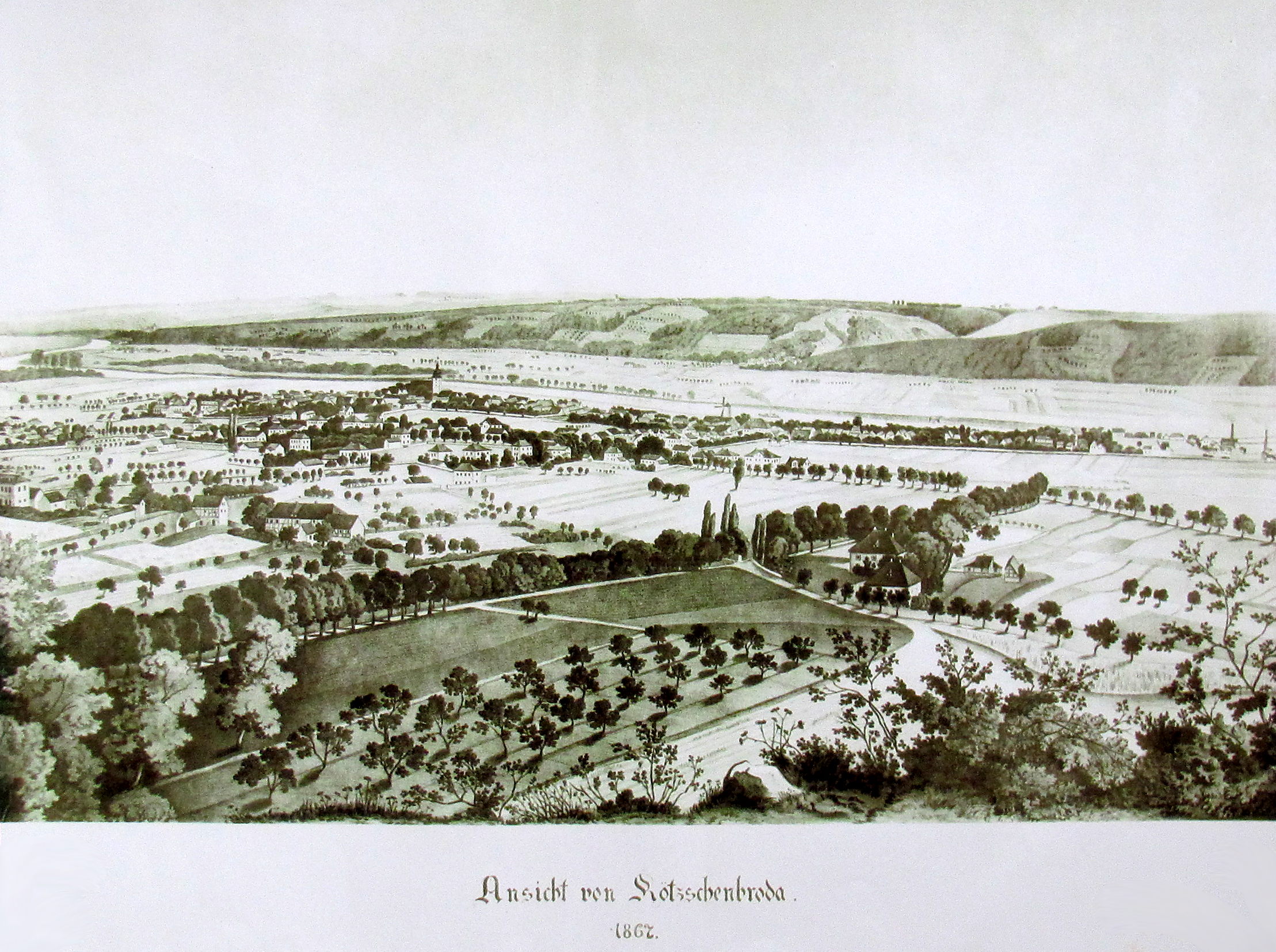
Ansicht von Kötzschenbroda. 1867. Zeitgenössische Lithografie. Haus Lotter und die beiden Winzerhäuser auf der anderen Straßenseite befinden sich auf halber Höhe, bei etwa einem Viertel von links.

Lage von Haus Lotter (rot eingefärbt) im Weinberg, 1857. Rechts unten der Bahnhof Kötzschenbroda. Unten rechts an der gestrichelten Linie: Station Kötzschenbroda.

Haus Lotter ist eines der ältesten Gebäude der Lößnitzortschaften; es ist bereits auf einer aus der Zeit um 1580 stammenden Karte des Landvermessers Matthias Oeder in der Ersten Kursächsischen Landesaufnahme eingezeichnet. Früheste Kauf- und Erbverträge nennen 1691 eine Familie Schäffer als Eigentümer, darunter die Erben des Amtsschreibers Conrad Schäffer zu Stolpen (also vermutlich der Schreiber des Amts Stolpen), ihnen folgten einige „höhere Militärs“. Im 18. und beginnenden 19. Jahrhundert gehörten zu dem Weingut zwei Weinberge, der Hohe Berg und der Niedernberg, dazu um 1740 das sich „daselbst befindliche[] Haus, Presse und alle[s] Zubehör“ sowie durch Zukauf die „Zeile“. Der alleinige Eigentümer, der königlich-polnische und kurfürstlich-sächsische Hauptmann Christian Ehrenreich Schäffer (1718), der das Anwesen vermutlich als herrschaftlichen Sommersitz benutzte, wurde 1752 von seiner Ehefrau und diese 1787 von ihren sechs Kindern in Dresden beerbt.
1776 hatte Christiane Dorothea verehel. Schäferin (Schäffer) geb. Weinartin Neufriedstein dazuerworben, welches 1827 aus Schäfferischem Besitz an Georg Schwarz verkauft wurde.
Die Jahreszahl 1792 auf einem Stein nahe dem Tor weist auf einen weiteren Kauf innerhalb der Familie hin.
Um das Jahr 1831 verkaufte der Obristleutnant Scheffer (vermutlich ebenfalls zur Familie Schäffer gehörend) an Johann Gottlob Talkenberg aus Fürstenhain. Über Johann Christian David Thalheim (* 1816) im Jahr 1842 ging das Anwesen 1865 an Johanna Christiane verehel. Thalheim geb. Talkenberg (1845–1925), dann 1886 an den Privatier Hermann Bäßler. Von dessen Witwe (1897) Marie verw. Bäßler ging das damals voll verputzte Gebäude 1905 an den Schmied Theodor Lotter, dessen Sohn, der Uhrmacher Alfred Lotter, der Namensgeber des Hauses ist. Dieser richtete sich 1925/26 unter Beratung durch den Landesverein Sächsischer Heimatschutz dort seine Werkstatt ein und erneuerte die baufällig gewordene Einfriedungsmauer. Dabei nahm er sie einschließlich Tor auf die heutige Fluchtlinie zurück, sodass ab da der Fußweg bis zum Eingang seiner Werkstatt führte.
Das Haus wurde 1988 durch einen Architekten übernommen, der bis in die 2010er Jahre dort wohnte und arbeitete. Von 1988 bis 1995 wurde das zwar denkmalgeschützte, jedoch stark geschädigte Gebäude fach- und denkmalgerecht saniert, wofür der Bauherr 1998 den Radebeuler Bauherrenpreis erhielt. Im Jahr 2001 errang der Bauherr beim gleichen Wettbewerb eine Anerkennung in der Kategorie Freiflächen- und Gartengestaltung.
Im Jahr 2012 wurde Haus Lotter zum Tag des offenen Denkmals der Öffentlichkeit präsentiert.
Das Haus Lotter beherbergte bis 2014 auch den Vereinssitz des vereins für denkmalpflege und neues bauen radebeul e.v.
Ende 2017 wurde Haus Lotter, und dies nach jahrelangem Leerstand, durch die Erbengemeinschaft des 2015 verstorbenen Architekten verkauft. Mit dem Verkauf wurde eine Familie aus Dresden neuer Eigentümer. Ziel der Familie ist der Erhalt der historischen Bausubstanz als aktiv genutzter Wohnort sowie als Feriendomizil, zweites dann in den Räumen der ehemaligen Werkstatt des Uhrmachers Alfred Lotter (Namensgeber des Hauses). Aufgrund der musikalischen Ausrichtung der Familienmitglieder wird der bereits in den 1990er Jahren aufwendig sanierte Winzersaal wieder als Musikzimmer genutzt.